# Rashidi Yekini
Rashidi Yekini (Kaduna, Nigeria, 23 de octubre de 1963-Ibadán, Nigeria, 4 de mayo de 2012) fue un futbolista nigeriano que jugaba como delantero. A lo largo de su carrera profesional, que duró más de dos décadas, militó en equipos de hasta ocho países distintos. Además, fue internacional con la selección de fútbol de Nigeria en cincuenta y ocho ocasiones en las que llegó a anotar treinta y siete tantos, lo que lo convierte en el máximo goleador en la historia del combinado africano. Participó en dos Copas del Mundo, 1994 y 1998, se proclamó campeón de la Copa Africana de Naciones 1994 y estuvo presente en los Juegos Olímpicos de Seúl 1988. También fue elegido futbolista africano del año en 1993.
Falleció el 4 de mayo de 2012, a la edad de cuarenta y ocho años, tras una larga enfermedad de la que estaba siendo tratado en una clínica privada en la ciudad de Ibadán.

## Trayectoria
Después de destacar en la Liga nigeriana, se fue a Costa de Marfil a jugar para el Africa Sports National. De allí, dio el salto a Europa y fichó por el Vitória Futebol Clube de Portugal, donde llegó a ser dos veces máximo goleador en la Segunda División, en las campañas 1991-92 y 1992-93, y una en Primera, en la temporada 1993-94. En 1993, además, fue elegido futbolista africano del año. Después de participar en la Copa Mundial de Fútbol de 1994, Yekini fue adquirido por el Olympiacos de El Pireo griego, pero no consiguió amoldarse al equipo y, en el mercado de invierno de la temporada 1994-95 firmó un contrato con el Real Sporting de Gijón de la Primera División de España. Curiosamente, el jugador tardó varios meses en debutar con el Sporting, ya que se le detectó una rotura del ligamento cruzado durante el reconocimiento médico. A pesar de todo, su paso por el club gijonés tampoco resultó muy fructífero: jugó dos temporadas en las que disputó catorce partidos y anotó tres goles.
Tras un breve retorno al Vitória de Setúbal, tuvo una destacable temporada con el F. C. Zürich suizo, equipo en el que jugó veintiocho partidos y anotó catorce goles. Posteriormente, fichó por el Club Athlétique Bizertin de Túnez en la temporada 1998-99 y, un año después, por el Al-Shabab de Arabia Saudita. Regresó entonces al Africa Sports costamarfileño, donde permaneció entre 2000 y 2002. En 2003, cuando contaba con cuarenta años, volvió a la competición de su país natal con el Julius Berger F. C. Decidió abandonar la práctica del fútbol en el Gateway United F. C. en 2005.

## Selección nacional
Fue internacional con la selección de fútbol de Nigeria en setenta partidos en los que anotó treinta y siete goles, lo que lo convierte en el máximo goleador en la historia del combinado de su país. Formó parte del equipo que participó en la Copa Mundial de Fútbol de 1994, donde marcó ante Bulgaria el primer gol de Nigeria en un Mundial, y también fue uno de los seleccionados para disputar el Mundial de Francia 1998, donde vistió por última vez la camiseta nacional ante Dinamarca en los octavos de final del torneo. Por otra parte, estuvo presente en cinco ediciones de la Copa de África, competición en la que llegó a ser el máximo goleador en 1992 y 1994, además de proclamarse campeón en esta última. Yekini jugó también en los Juegos Olímpicos de Seúl 1988 en los que anotó ante Yugoslavia el único gol de su país en el torneo.

### Participaciones en Copas del Mundo
| Mundial                        | Sede                     | Resultado                | Partidos | Goles | Asist. | Prom. |
| ------------------------------ | ------------------------ | ------------------------ | -------- | ----- | ------ | ----- |
| Copa Mundial de Fútbol de 1994 | Estados Unidos           | Octavos de final         | 4        | 1     | 2      | 0.25  |
| Copa Mundial de Fútbol de 1998 | Francia                  | Octavos de final         | 4        | 0     | 0      | 0.00  |
| Total en Copas del Mundo       | Total en Copas del Mundo | Total en Copas del Mundo | 8        | 1     | 2      | 0.13  |

### Participaciones en Copas de África
| Copa                           | Sede                     | Resultado                | Partidos | Goles | Prom. |
| ------------------------------ | ------------------------ | ------------------------ | -------- | ----- | ----- |
| Copa Africana de Naciones 1984 | Costa de Marfil          | Subcampeón               | 4        | 0     | 0.00  |
| Copa Africana de Naciones 1988 | Marruecos                | Subcampeón               | 5        | 1     | 0.20  |
| Copa Africana de Naciones 1990 | Argelia                  | Subcampeón               | 5        | 3     | 0.60  |
| Copa Africana de Naciones 1992 | Senegal                  | Tercer puesto            | 5        | 4     | 0.80  |
| Copa Africana de Naciones 1994 | Túnez                    | Campeón                  | 5        | 5     | 1.00  |
| Total en Copas Africanas       | Total en Copas Africanas | Total en Copas Africanas | 24       | 13    | 0.54  |

## Clubes
| Club                     | País            | Año       |
| ------------------------ | --------------- | --------- |
| UNTL Kaduna              | Nigeria         | 1981-1982 |
| Shooting Stars F. C.     | Nigeria         | 1983-1984 |
| Abiola Babes             | Nigeria         | 1985-1987 |
| Africa Sports National   | Costa de Marfil | 1988-1990 |
| Vitória F. C.            | Portugal        | 1990-1994 |
| Olympiacos de El Pireo   | Grecia          | 1994-1995 |
| Real Sporting de Gijón   | España          | 1995-1996 |
| Vitória F. C.            | Portugal        | 1997      |
| FC Zürich                | Suiza           | 1997-1998 |
| Club Athlétique Bizertin | Túnez           | 1998-1999 |
| Al-Shabab                | Arabia Saudita  | 1999      |
| Africa Sports National   | Costa de Marfil | 2000-2002 |
| Julius Berger F. C.      | Nigeria         | 2003      |
| Gateway United F. C.     | Nigeria         | 2005      |

## Palmarés

### Campeonatos nacionales
| Título                  | Club                   | País            | Año  |
| ----------------------- | ---------------------- | --------------- | ---- |
| Liga costamarfileña     | Africa Sports National | Costa de Marfil | 1989 |
| Copa de Costa de Marfil | Africa Sports National | Costa de Marfil | 1989 |
| Copa de Costa de Marfil | Africa Sports National | Costa de Marfil | 2002 |

### Copas internacionales
| Título                    | Club                | País  | Año  |
| ------------------------- | ------------------- | ----- | ---- |
| Copa Africana de Naciones | Selección nigeriana | Túnez | 1994 |

### Distinciones individuales
| Distinción                                         | Año  |
| -------------------------------------------------- | ---- |
| Máximo goleador de la Copa Africana de Naciones    | 1992 |
| Máximo goleador de la Segunda División de Portugal | 1992 |
| Máximo goleador de la Segunda División de Portugal | 1993 |
| Futbolista africano del año                        | 1993 |
| Máximo goleador de la Copa Africana de Naciones    | 1994 |
| Máximo goleador de la Liga portuguesa              | 1994 |